# 宇都宮大学共同教育学部附属特別支援学校
宇都宮大学共同教育学部附属特別支援学校（うつのみやだいがくきょうどうきょういくがくぶふぞくとくべつしえんがっこう）は、栃木県宇都宮市にある特別支援学校。

## 沿革
- 1968年4月1日 - 宇都宮大学教育学部に養護学校教員養成課程設置
- 1969年4月1日 - 附属小学校に特殊学級設置
- 1971年12月24日 - 特殊学級独立校舎が宝木町に完成
- 1972年3月10日 - 宇都宮大学教育学部附属小学校特殊学級宝木校舎に移転
- 1972年4月1日 - 附属中学校に特殊学級設置
- 1975年4月1日 - 宇都宮大学教育学部附属養護学校創設
- 1976年4月1日 - 高等部新設
- 2004年4月1日 - 国立大学法人化
- 2007年4月1日 - 宇都宮大学教育学部附属特別支援学校と改称
- 2020年4月1日 - 宇都宮大学共同教育学部附属特別支援学校と改称
  - （宇都宮大学共同教育学部附属中学校の節も参照）

## 学部
- 小学部
- 中学部
- 高等部